# Чатал-Кая І

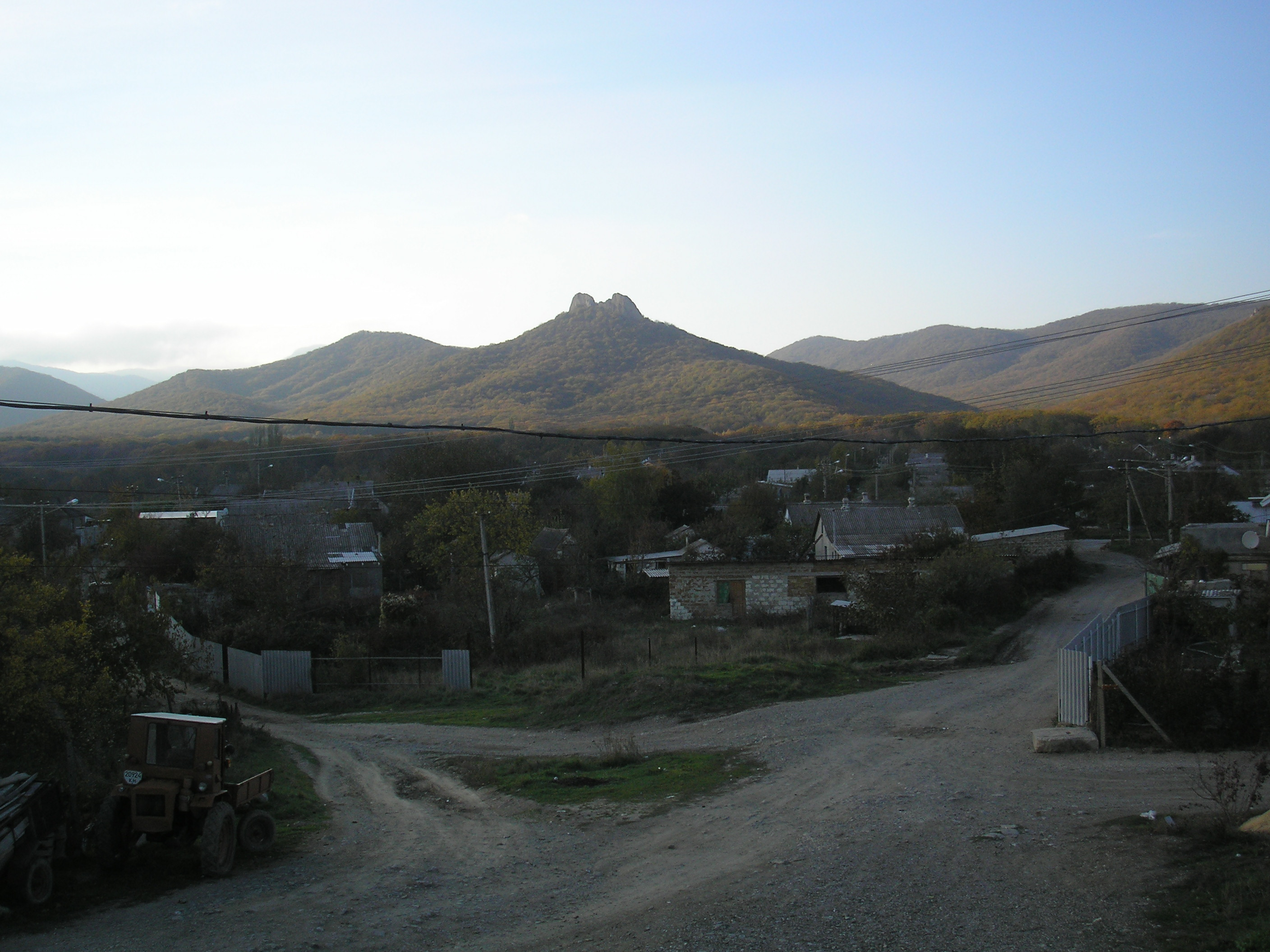

Чатал-Кая І , Верблюд, Кучук-Чатал-Кая, Малий Чатал — конічна лісиста гора, увінчана трьома кручами жовтуватого відтінку, які в деяких ракурсах здаються рогулькою . В 1,5 км на північний схід від нп Лісне. Поблизу долин річок Суук-Су та Ескі-Юрт. Протиставляється більш високій горі Чатал-Кая II в тій же долині р . Суук-Су, але північніше.